# Amaracarpus floribundus
Amaracarpus floribundus är en måreväxtart som beskrevs av Theodoric Valeton. Amaracarpus floribundus ingår i släktet Amaracarpus och familjen måreväxter. Inga underarter finns listade i Catalogue of Life.